# Ibrahima Sory Conté
Ibrahima Sory Conté (Conacri, 3 de junho de 1981) é um ex-futebolista profissional guineense que atuava como defensor.

## Carreira
Ibrahima Sory Conté representou o elenco da Seleção Guineense de Futebol no Campeonato Africano das Nações de 2004.

## Ligaçães externas
Ibrahima Sory Conté em National-Football-Teams.com